# Journal of Refugee Studies
Le Journal of Refugee Studies est une revue académique du Centre d'études sur les réfugiés de l'université d'Oxford qui publie des recherches sur la migration forcée.

## Histoire de la revue
Journal trimestriel à comité de lecture, il a été créé en 1988 et son premier numéro a été publié en mai de la même année. Il est publié par Oxford University Press en association avec le Centre d'études sur les réfugiés. 

## Facteur d'impact
Les rédacteurs en chef sont Simon Turner et Megan Bradley. Selon le Journal Citation Reports, la revue a un facteur d'impact en 2021 de 2,966, la classant 10e sur 20 revues dans la catégorie "Études ethniques" et 16e sur 29 dans la catégorie "Démographie". La revue offre une place pour le débat, la discussion pour l'exploration de la question complexe de la migration forcée et des réponses locales, nationales, régionales et internationales.